# Schmalschnabel-Zaunkönig
Der Schmalschnabel-Zaunkönig (Hylorchilus sumichrasti) ist eine Vogelart aus der Familie der Zaunkönige (Troglodytidae), die in Mexiko endemisch ist. Der Bestand wird von der IUCN als potenziell gefährdet (Near Threatened) eingeschätzt. Die Art ist monotypisch.

## Merkmale

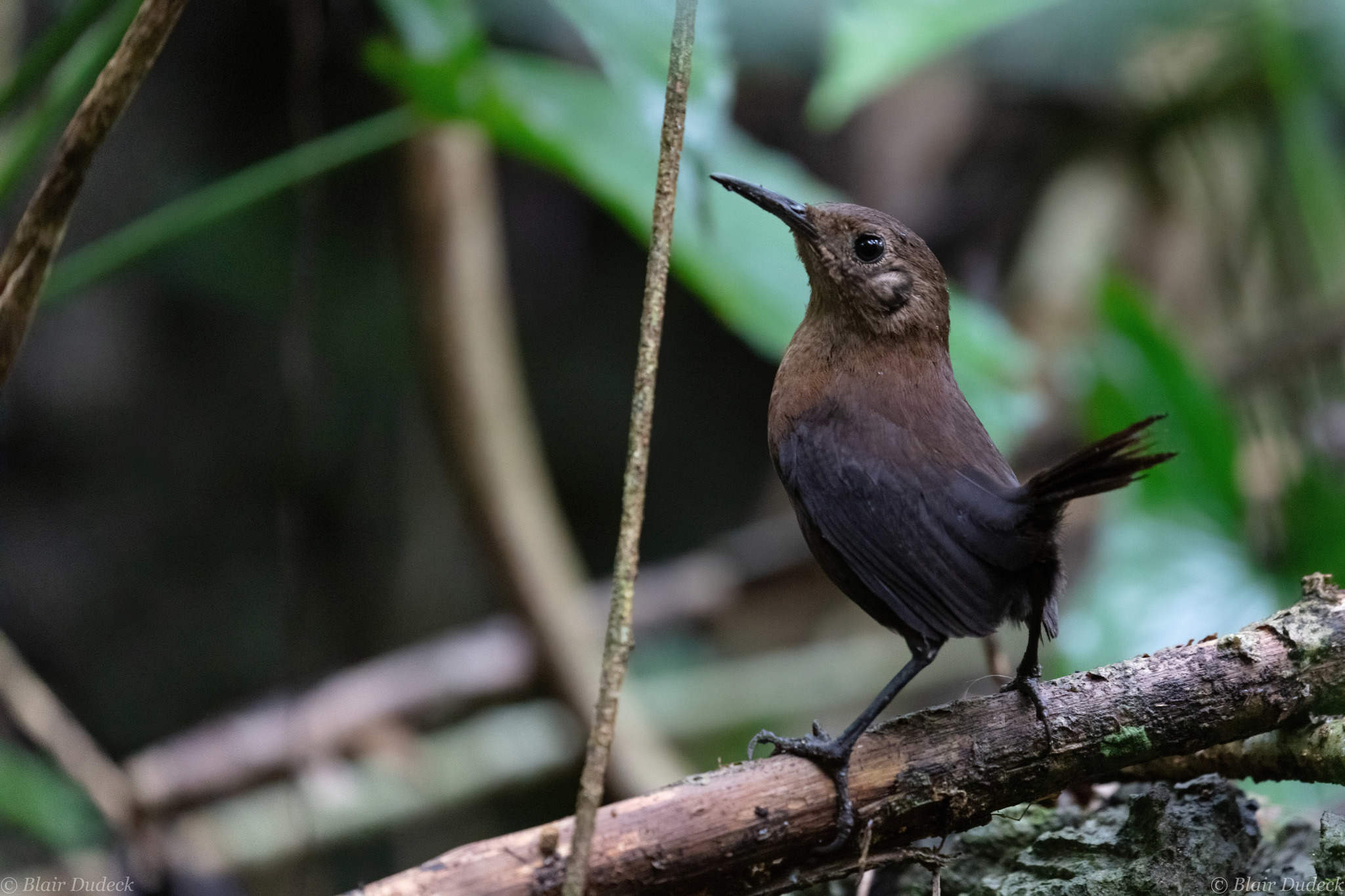
Schmalschnabel-Zaunkönig

Der Schmalschnabel-Zaunkönig erreicht eine Körperlänge von etwa 16,0 cm, wobei die Weibchen ca. 28,4 g wiegen. Die Oberseite inklusive der Flugfedern ist gleichmäßig schokoladenbraun, etwas mehr rötlich braun am Rücken. Unklare und unauffällige Streifen zieren die Flügel. Die Kehle ist weißlich braun, die Brust orangebraun, der Bauch prächtig schokoladenbraun mit deutlichen weißen Flecken. Die Augen sind braun, der Schnabel schwärzlich mit einer orangegelben Basis am Unterschnabel. Die Beine sind dunkel grau. Beide Geschlechter ähneln sich. Jungtiere haben eine matte gelbbraune Kehle mit unscharfen Schuppen. Den Bauch zieren weiße Tupfen.

## Verhalten und Ernährung
Der Schmalschnabel-Zaunkönig ernährt sich zum Großteil von Wirbellosen, insbesondere von Würmern, Spinnen, Milben, Käfern und Schnabelkerfen. Sehr ungewöhnlich für Zaunkönige stehen auch regelmäßig kleinere Schlangen auf seinem Speiseplan. Zusätzlich ernährt er sich von kleineren Früchten. Sein Futter sucht er meist auf Felsflechten, in dem er mit seinem langen Schnabel die Felsspalten untersucht. Auch schleudert er auf der Suche nach Beute heruntergefallenes Laub umher und macht kurze Sprungausflüge um fliegende Insekten, inklusive Motten, zu fangen.

## Lautäußerungen
Der Gesang des männlichen Schmalschnabel-Zaunkönigs besteht aus zwei verschiedenen Liedarten. Die eine ist eine Folge lauter, klarer eindringlicher Pfiffe, die mit einer Reihe kurzer Töne beginnt und in einer langen Reihe langsamen abnehmenden Gepfeife endet. Die andere ist eine kürzere drei bis fünf Töne umfassende Strophe, die gelegentlich in der Tonhöhe wechselt. Der Gesang des Weibchens ist sehr unterschiedlich und besteht aus einer einsilbigen wiederholten Serie von vier bis zweiundzwanzig Tönen. Der Gesang unterscheidet sich sehr vom Navazaunkönig (Hylorchilus navai), so dass keiner der anderen Art auf die Laute von Aufnahmen der anderen Art antworten. Seine Laute beinhalten deutliche, eindringliche tschuk-Töne, ein quietschendes vio und verschiedene schimpfende Töne.

## Fortpflanzung
Seine Brutbiologie ist wenig erforscht. Im März wurde er beim Nestbau beobachtet, im Mai wurden Nester mit Eiern entdeckt. Vom Juli und August gibt es Berichte über Fütterung von Nestlingen durch ausgewachsene Vögel. Von drei bekannten Nestern waren zwei in Felsspalten gebaut, und eines auf dem Dach einer Kalksteinhöhle. Daten über Brutdauer und Zeit, bis die Nestlinge flügge werden, existieren bisher nicht. Zwei flügge Jungtiere aus dem gleichen Nest wurden separat gefüttert, jeder von einem Elternteil. Gelegentlich hielten sie sich gemeinsam auf und wurden dann von beiden Elternteilen versorgt.

## Verbreitung und Lebensraum

Verbreitungsgebiet des Schmalschnabel-Zaunkönigs in Mexiko

Der Schmalschnabel-Zaunkönig kommt begrenzt in waldigen Felsausschüssen aus karstartigem Kalkstein, inklusive schattiger Kaffeeplantagen mit Kalkstein vor. Hier bewegt er sich in Höhenlagen von 75 bis 1000 Metern.

## Migration
Der Schmalschnabel-Zaunkönig gilt als Standvogel.

## Etymologie und Forschungsgeschichte
Die Erstbeschreibung des Schmalschnabel-Zaunkönigs erfolgte 1871 durch George Newbold Lawrence unter dem wissenschaftlichen Namen Catherpes sumichrasti. Das Typusexemplar wurde von Labarraque in Mata Bejuco (Stadtteil von Juan Rodríguez Clara) gesammelt und landete in der Sammlung von François Sumichrast. Bereits 1897 führten Edward William Nelson die für die Wissenschaft neue Gattung Hylorchilus für den Schmalschnabel-Zaunkönig ein. Dieser Name leitet sich von »hylē ὑλη« für »Waldung, Wald« und »orkhilos ορχιλος« für »Zaunkönig« ab. Der Artname »sumichrasti« ist dem Besitzer des Typusexemplars gewidmet.